# Charaxes neumanni
Charaxes neumanni är en fjärilsart som beskrevs av Rothschild 1902. Charaxes neumanni ingår i släktet Charaxes och familjen praktfjärilar. Inga underarter finns listade i Catalogue of Life.